# Fausto Curi
Fausto Curi (Nogara, 19 ottobre 1930) è un critico letterario italiano.

## Biografia
Ha svolto la sua carriera accademica nell'Università di Bologna, come studente , poi come docente e infine come professore emerito di Letteratura italiana contemporanea. Fu tra i promotori del Gruppo 63 e tra i più attivi collaboratori de "Il Verri". Ha scritto per riviste come "Lingua e stile", "Studi di estetica" e giornali come "L'Unità" e "Il Giorno".

## Opere principali
- Corrado Govoni, Milano, Mursia, 1964
- Ordine e disordine, Milano, Feltrinelli, 1965
- Perdita d'aureola, Torino, Einaudi, 1977
- Parodia e utopia, Napoli, Liguori, 1987
- Struttura del risveglio: Sade, Sanguineti, la modernità letteraria, Bologna, Il Mulino, 1991
- La scrittura e la morte di Dio: letteratura, mito, psicoanalisi, Roma-Bari, Laterza, 1996
- La poesia italiana del Novecento, Roma-Bari, Laterza, 1999
- Il critico stratega : saggi di teoria e analisi letteraria, Modena, Mucchi, 2006
- Il corpo di Dafne: variazioni e metamorfosi del soggetto nella poesia moderna, Milano-Udine, Mimesis, 2011
- Per una teoria della critica, Napoli, Guida, 2012
- Piccola storia delle avanguardie da Baudelaire al Gruppo 63, Modena, Mucchi, 2013
- Struttura del risveglio. Sade, Benjamin, Sanguineti. Teoria e modi della modernità letteraria, Milano-Udine, Mimesis, 2013
- Il critico stratega e la nuova avanguardia: Luciano Anceschi, i Novissimi, il Gruppo 63, Milano-Udine, Mimesis, 2014
- La modernità letteraria e la poesia italiana d'avanguardia, Milano-Udine, Mimesis, 2019